# Gran Premio motociclistico di Finlandia 1978
Il Gran Premio motociclistico di Finlandia fu il nono appuntamento del motomondiale 1978.
Si svolse il 30 luglio 1978 a Imatra, e corsero le classi 125, 250, 350 e 500.
In 500, ritirati i favoriti Kenny Roberts (rottura dell'accensione) e Barry Sheene (cedimento del motore), Wil Hartog ottenne una facile vittoria.
Autorevoli vittorie di Kork Ballington in 250 e 350. Nella quarto di litro buona prova del campione uscente della categoria Mario Lega, al suo primo podio stagionale.
La gara della 125 si risolse solo all'ultimo giro: Pier Paolo Bianchi cadde a causa di una brusca manovra di Ángel Nieto: il riminese fu ricoverato in ospedale con una gamba rotta, terminando la stagione. Vinse lo spagnolo davanti a Eugenio Lazzarini, che vedeva avvicinarsi il titolo iridato.

## Classe 500

### Arrivati al traguardo
| Pos. | Pilota            | Moto   | Tempo     | Punti |
| ---- | ----------------- | ------ | --------- | ----- |
| 1    | Wil Hartog        | Suzuki | 45' 44" 1 | 15    |
| 2    | Takazumi Katayama | Yamaha | +4" 8     | 12    |
| 3    | Johnny Cecotto    | Yamaha | +11" 4    | 10    |
| 4    | Teuvo Länsivuori  | Suzuki | +43" 7    | 8     |
| 5    | Steve Parrish     | Suzuki | +58" 4    | 6     |
| 6    | Steve Baker       | Suzuki | +1' 04" 7 | 5     |
| 7    | Boet van Dulmen   | Suzuki | +1' 11" 7 | 4     |
| 8    | Jürgen Steiner    | Suzuki | +1' 23" 3 | 3     |
| 9    | Graziano Rossi    | Suzuki | +2' 27" 1 | 2     |
| 10   | Bruno Kneubühler  | Suzuki | +1 giro   | 1     |
| 11   | Clive Padgett     | Yamaha | +1 giro   |       |
| 12   | Max Wiener        | Suzuki | +1 giro   |       |
| 13   | Dick Alblas       | Suzuki | +1 giro   |       |
| 14   | Gerhard Vogt      | Yamaha | +1 giro   |       |
| 15   | Børge Nielsen     | Suzuki | +1 giro   |       |
| 16   | Ilkka Jaakkola    | Yamaha | +2 giri   |       |

### Ritirati
| Pilota            | Moto          | Motivo ritiro                  |
| ----------------- | ------------- | ------------------------------ |
| Bosse Granath     | Suzuki        |                                |
| Dennis Ireland    | Suzuki        |                                |
| Markku Matikainen | Suzuki        |                                |
| Franz Rau         | Suzuki        |                                |
| Barry Sheene      | Suzuki        | cedimento del motore           |
| Alex George       | Suzuki        |                                |
| Walter Hoffman    | Suzuki        |                                |
| Marco Lucchinelli | Suzuki-Cagiva |                                |
| Michel Rougerie   | Suzuki        | caduta                         |
| Lars Johansson    | Yamaha        |                                |
| Pentti Lehtelä    | Yamaha        |                                |
| Leslie van Breda  | Suzuki        |                                |
| John Woodley      | Suzuki        |                                |
| Timo Haarala      | Suzuki        |                                |
| Kenny Roberts     | Yamaha        | rottura dell'accensione        |
| Virginio Ferrari  | Suzuki        | rottura del comando del cambio |

## Classe 350

### Arrivati al traguardo
| Pos | Pilota             | Moto       | Tempo     | Punti |
| --- | ------------------ | ---------- | --------- | ----- |
| 1   | Kork Ballington    | Kawasaki   | 45' 33" 2 | 15    |
| 2   | Takazumi Katayama  | Yamaha     | +3" 2     | 12    |
| 3   | Tom Herron         | Yamaha     | +35" 8    | 10    |
| 4   | Vic Soussan        | Yamaha     | +36" 9    | 8     |
| 5   | Jon Ekerold        | Yamaha     | +44" 7    | 6     |
| 6   | Guy Bertin         | Yamaha     | +49" 0    | 5     |
| 7   | Michel Rougerie    | Yamaha     | +50" 7    | 4     |
| 8   | Olivier Chevallier | Yamaha     | +1' 10" 4 | 3     |
| 9   | Paolo Pileri       | Morbidelli | +1' 10" 8 | 2     |
| 10  | Eero Hyvärinen     | Yamaha     | +1' 12" 2 | 1     |
| 11  | Bruno Kneubühler   | Yamaha     | +1' 35" 8 |       |
| 12  | Michel Frutschi    | Yamaha     | +1' 45" 8 |       |
| 13  | Seppo Rossi        | Yamaha     | +2' 09" 8 |       |
| 14  | Reino Eskelinen    | Yamaha     | +2' 22" 4 |       |
| 15  | Leslie van Breda   | Yamaha     | +1 giro   |       |

### Ritirati
| Pilota                 | Moto            | Motivo ritiro      |
| ---------------------- | --------------- | ------------------ |
| Gregg Hansford         | Kawasaki        | rottura            |
| Marco Lucchinelli      | Harley-Davidson |                    |
| Anton Mang             | Kawasaki        |                    |
| Patrick Fernandez      | Yamaha          |                    |
| Patrick Pons           | Yamaha          |                    |
| Mick Grant             | Kawasaki        |                    |
| Pentti Korhonen        | Yamaha          |                    |
| John Dodds             | Yamaha          |                    |
| Maurizio Massimiani    | Yamaha          | rottura del motore |
| Alex George            | Yamaha          |                    |
| Christian Sarron       | Yamaha          |                    |
| Leif Gustafsson        | Yamaha          |                    |
| Pekka Nurmi            | Yamaha          |                    |
| Kenny Blake            | Yamaha          |                    |
| Roland Freymond        | Yamaha          |                    |
| Seppo Ojala            | Yamaha          |                    |
| Chas Mortimer          | Yamaha          |                    |
| Bosse Granath          | Yamaha          |                    |
| Jean-Louis Guignabodet | Yamaha          |                    |
| Børge Nielsen          | Yamaha          |                    |

## Classe 250

### Arrivati al traguardo
| Pos | Pilota              | Moto       | Tempo     | Punti |
| --- | ------------------- | ---------- | --------- | ----- |
| 1   | Kork Ballington     | Kawasaki   | 43' 56" 5 | 15    |
| 2   | Gregg Hansford      | Kawasaki   | +29" 2    | 12    |
| 3   | Mario Lega          | Morbidelli | +33" 4    | 10    |
| 4   | Anton Mang          | Kawasaki   | +42" 5    | 8     |
| 5   | Paolo Pileri        | Morbidelli | +51" 2    | 6     |
| 6   | Jean-François Baldé | Kawasaki   | +51" 5    | 5     |
| 7   | Mick Grant          | Kawasaki   | +1' 03" 7 | 4     |
| 8   | Tom Herron          | Yamaha     | +1' 04" 1 | 3     |
| 9   | John Dodds          | Yamaha     | +1' 10" 3 | 2     |
| 10  | Jon Ekerold         | Morbidelli | +1' 30" 4 | 1     |
| 11  | Olivier Chevallier  | Yamaha     | +1' 30" 7 |       |
| 12  | Pentti Korhonen     | Yamaha     | +2' 31" 4 |       |
| 13  | Leif Gustafsson     | Yamaha     | +3' 12" 2 |       |
| 14  | Hervé Moineau       | Yamaha     | +1 giro   |       |
| 15  | Clive Padgett       | Yamaha     | +1 giro   |       |
| 16  | Roland Freymond     | Yamaha     | +1 giro   |       |
| 17  | Reino Eskelinen     | Yamaha     | +1 giro   |       |
| 18  | Sami Torvinen       | Yamaha     | +1 giro   |       |

### Ritirati
| Pilota            | Moto          | Motivo ritiro |
| ----------------- | ------------- | ------------- |
| Kenny Roberts     | Yamaha        |               |
| Chas Mortimer     | Maxton-Yamaha |               |
| Raymond Roche     | Yamaha        |               |
| Walter Villa      | MBA           |               |
| Seppo Ojala       | Yamaha        |               |
| Pekka Nurmi       | Yamaha        |               |
| Patrick Fernandez | Yamaha        |               |
| Timo Pohjola      | Yamaha        |               |
| Seppo Kokkonen    | Yamaha        |               |
| Eero Hyvärinen    | Yamaha        |               |
| Vic Soussan       | Yamaha        |               |
| Bernd Tüngethal   | Yamaha        |               |
| Richard Hubin     | Yamaha        |               |
| Martti Solja      | Yamaha        |               |
| Seppo Rossi       | Yamaha        |               |
| Jussi Hautaniemi  | Kuma          |               |
| Hans Müller       | Yamaha        |               |
| Harald Bartol     | HBI           |               |

## Classe 125

### Arrivati al traguardo
| Pos | Pilota                 | Moto       | Tempo     | Punti |
| --- | ---------------------- | ---------- | --------- | ----- |
| 1   | Ángel Nieto            | Minarelli  | 43' 55" 6 | 15    |
| 2   | Eugenio Lazzarini      | MBA        | +0" 9     | 12    |
| 3   | Harald Bartol          | Morbidelli | +56" 8    | 10    |
| 4   | Jean-Louis Guignabodet | Morbidelli | +1' 14" 3 | 8     |
| 5   | Stefan Dörflinger      | Morbidelli | +1' 19" 0 | 6     |
| 6   | Hans Müller            | Morbidelli | +1' 22" 9 | 5     |
| 7   | Thierry Espié          | Motobécane | +1' 23" 1 | 4     |
| 8   | Per-Edvard Carlsson    | Morbidelli | +1' 23" 6 | 3     |
| 9   | Walter Koschine        | Bender     | +1' 39" 3 | 2     |
| 10  | Clive Horton           | Morbidelli | +2' 01" 3 | 1     |
| 11  | Patrick Plisson        | Morbidelli | +2' 04" 5 |       |
| 12  | Thierry Noblesse       | Morbidelli | +2' 32" 3 |       |
| 13  | Patrick Hérouard       | Morbidelli | +3' 13" 1 |       |
| 14  | François Granon        | Morbidelli | +1 giro   |       |
| 15  | Karl Fuchs             | Morbidelli | +1 giro   |       |
| 16  | Johnny Wickström       | Morbidelli | +1 giro   |       |
| 17  | Roland Olsson          | Morbidelli | +1 giro   |       |
| 18  | Juhani Valaskari       | Yamaha     | +3 giri   |       |

### Ritirati
| Pilota              | Moto       | Motivo ritiro |
| ------------------- | ---------- | ------------- |
| Maurizio Massimiani | Morbidelli |               |
| Pier Paolo Bianchi  | Minarelli  | caduta        |
| Benga Johansson     | Morbidelli |               |
| Jan Ubels           | Buton      |               |
| August Auinger      | Morbidelli |               |
| Enrico Cereda       | Morbidelli |               |
| Matti Kinnunen      | Morbidelli |               |
| Auno Hakala         | Morbidelli |               |
| Juhani Lehtiranta   | Morbidelli |               |
| Leif Krigh          | Morbidelli |               |
| Bernd Schneider     | Bender     |               |
| Laurent Gomis       | Morbidelli |               |
| Jan Bäckström       | Maico      |               |
| Bennie Wilbers      | Morbidelli |               |